# Административно деление на Уганда
Уганда е разделена на 111 окръга, които са разпределени в четирите административни региона на страната – Северен, Източен, Западен и Централен. Всяка провинция е разделена на окръзи и общини.
Освен тези административни единици в страната са признати и пет кралства, които се ползват с ограничена вътрешна автономия. Това са кралствата:Торо, Анколе, Бусога, Буниоро и Буганда.